# إحسان الترك
إحسان الترك أو إحسان ترك ممثل مصري.

## عن حياته
بدأ مشواره الفني مع مطلع الألفية الثانية في أدوارا مساعدة كرجل أعمال أو مسئول كبير أو مدير أو طبيب. اشترك حتى عام 2013 في أكثر من ثلاثين فيلما وأكثر من مائة مسلسل تلفزيوني، ومن أفلامه «سحر العيون» 2002، «عريس من جهة أمنية» 2004، «لمح البصر» 2009. ومن مسلسلاته «العصيان» 2002، «لقاء ع الهوا» 2005، «يتربى في عزو» 2007، «نص يوم» 2021.

## وفاته
توفي إحسان الترك يوم 15 مارس 2025 في القاهرة، نتيجة مضاعفات جلطتين وسكتة قلبية تعرض لها قبل أسابيع من وفاته.

## روابط خارجية
- إحسان الترك على موقع الدهليز
- إحسان الترك على موقع قاعدة بيانات الأفلام العربية